# Niklas Kaul
Niklas Kaul (Maguncia, 11 de febrero de 1998) es un deportista alemán que compite en atletismo, especialista en la prueba de decatlón.
Ganó una medalla de oro en el Campeonato Mundial de Atletismo de 2019 y una medalla de oro en el Campeonato Europeo de Atletismo de 2022.

## Palmarés internacional
| Campeonato Mundial | Campeonato Mundial | Campeonato Mundial | Campeonato Mundial |
| Año                | Lugar              | Medalla            | Prueba             |
| ------------------ | ------------------ | ------------------ | ------------------ |
| 2019               | Doha (Catar)       | Medalla de oro     | Decatlón           |
| Campeonato Europeo |                    |                    |                    |
| Año                | Lugar              | Medalla            | Prueba             |
| 2022               | Múnich (Alemania)  | Medalla de oro     | Decatlón           |